# Waindina River
Waindina River är ett vattendrag i Fiji.   Det ligger i divisionen Centrala divisionen, i den centrala delen av landet, 21 km norr om huvudstaden Suva. Waindina River ligger på ön Viti Levu.